# Белла Моретти
Белла Моретти (англ. Bella Moretti, настоящее имя Ариэль Майлз, англ. Arielle Myles; род. 12 марта 1989, Лас-Вегас, Невада) — американская порноактриса. Карьеру в порноиндустрии начала в 2008 году, когда ей было 19 лет.

## Награды и номинации
| Год  | Церемония     | Результат | Награда                                                             |
| ---- | ------------- | --------- | ------------------------------------------------------------------- |
| 2012 | Urban X Award | Номинация | Лучшая сцена триолизма (вместе со Скин Даймонд и Мистером Маркусом) |